# Sequanusok

Gallia térképe a Kr. e. 1. században, a sequanus törzs feltételezett szálláshelyeivel.

A sequanusok gall (kelta) nép volt az ókorban, akik az Arar (Saône) felső medencéjében éltek. Területeik a mai Franche-Comté és Burgundia egy részét fedték.
Julius Caesar galliai hódítása előtt a sequanusok az arvernusok oldalán megtámadták a Rómával szövetséges haeduusokat, és a hadjáratban szövetkeztek az Ariovistus vezette germánokkal is, akik (Kr. e. 71-ben) átkeltek a Rajnán, a germán törzsek hagyományos határvonalán. Bár legyőzték a haedusokat, szövetségesük miatt a sequanusok is rosszul jártak: Ariovistus az erő jogán őket is megfosztotta területeik egyharmadától, és azzal fenyegetőzött, hogy a második egyharmad is őt illeti.
A sequanusok ezután kénytelenek voltak Caesarhoz fordulni segítségért. Caesar (Kr. e. 58-ban) vissza is szorította a germánokat, de cserébe arra kötelezte a sequanusokat, hogy adják vissza a haedusoknak elvett földjeiket. Ez úgy elkeserítette a sequanusokat, hogy csatlakoztak Vercingetorix gall felkeléshez (Kr. e. 52). Siker helyett azonban Vercingetorix vereségében kellett osztozniuk Alesia csatamezején.
Augustus alatt a Sequania néven ismert terület Belgica részét képezte. Vitellius halála után az itt lakók nem csatlakoztak Gaius Julius Civilis és Julius Sabinus gall felkeléséhez, sőt visszaszorították Sabinus inváziós erőit. Vesontio (Besançon) diadalíve örökíti meg ezt a győzelmet.
Diocletianus császár Helvetiát és Germania Superior egy részét is Sequaniához csatolta. Így lett a sequanusok földjéből Maxima Sequanorum provincia. Vesontio megkapta a Metropolis civitas Vesontiensium címet. 
Ötven évvel később Galliát megrohanták a barbárok, és Vesontiót kifosztották. Iulianus alatt visszanyert valamit jelentőségéből, mint megerősített város, és állta a vandálok ostromait is. Később, amikor Róma már nem volt elég erős, hogy megvédje Galliát, a sequanusok az új burgund királyságba tagozódtak be.